# Bielorrusia en los Juegos Paralímpicos de Pyeongchang 2018
Bielorrusia estuvo representada en los Juegos Paralímpicos de Pyeongchang 2018 por catorce deportistas, siete mujeres y siete hombres.

## Medallistas
El equipo paralímpico bielorruso obtuvo las siguientes medallas:
| Nombre              | Deporte        | Evento                                        |
| ------------------- | -------------- | --------------------------------------------- |
| Oro                 |                |                                               |
| Yuri Holub          | Biatlón        | 12,5 km discapacidad visual masculino         |
| Sviatlana Sajanenka | Esquí de fondo | 1,5 km velocidad discapacidad visual femenino |
| Sviatlana Sajanenka | Esquí de fondo | 7,5 km discapacidad visual femenino           |
| Sviatlana Sajanenka | Esquí de fondo | 15 km discapacidad visual femenino            |
| Plata               |                |                                               |
| Dzmitry Loban       | Biatlón        | 7,5 km sentado masculino                      |
| Yuri Holub          | Biatlón        | 7,5 km discapacidad visual masculino          |
| Dzmitry Loban       | Esquí de fondo | 1,1 km velocidad sentado masculino            |
| Yuri Holub          | Esquí de fondo | 20 km discapacidad visual masculino           |
| Bronce              |                |                                               |
| Lidziya Hrafeyeva   | Biatlón        | 6 km sentado femenino                         |
| Lidziya Hrafeyeva   | Biatlón        | 12,5 km sentado femenino                      |
| Sviatlana Sajanenka | Biatlón        | 6 km discapacidad visual femenino             |
| Yuri Holub          | Esquí de fondo | 10 km discapacidad visual masculino           |